# Pachybrachis terminalis
Pachybrachis terminalis es una especie de insecto coleóptero de la familia Chrysomelidae.

## Distribución geográfica
Habita en la península ibérica.